# Mou (Oury)
Pour les articles homonymes, voir Mou.
Ne doit pas être confondu avec Mou (Toussiana).
Mou est un village du département et la commune rurale d'Oury, situé dans la province des Balé et la région de la Boucle du Mouhoun au Burkina Faso.

## Éducation et santé
Le village accueille un centre de santé et de promotion sociale (CSPS).